# Sai Pallavi
Sai Pallavi Senthamarai (9 de mayo de 1992) es una bailarina y actriz de películas indias tales como Telugu, Tamil y Malayalam. Ha recibido varios premios incluyendo dos Filmfare Awards por sus performans en las películas Premam y Fidaa.
Sai Pallavi captó por primera vez la atención pública con su rol como Malar en 2015 en la película Malayalam Premam, filmó junto al actor Dulquer Salmaan en la película Kali (2016). Hizo su debut  como Telugu bajo el rol de Bhanumati en 2017 en la película romántica Fidaa coprotagonizada por Varun Tej. Cuándo Fidaa se transmitió al aire en televisión, consiguió la máxima audiencia TRP y la mantuvo durante cinco temporadas. En 2018, representó a Tamil en la película Diya, dirigida por Vijay.
Sai Pallavi es una doctora en medicina, completó su MBBS (grado médico) en 2016 en la Universidad Médica Estatal Tbilisi, en Georgia.

## Educación
Sai Pallavi nació en Kotagiri, Nilgiris, Tamil Nadu en Badaga sus padres son Senthamarai Kannan y Radha y su hermana menor es Pooja, quién también ha trabajado como actriz. Sai Pallavi creció y se educó en Coimbatore. 
Sai Pallavi estudió la primaria en el Convento de Ávila en la ciudad de Coimbatore. Completó sus estudios médicos en 2016 en la Universidad Estatal de Tbilisi y a pesar de que su título está reconocido por El Consejo Médico de India, no hay ningún registro de que hubiese practicado medicina en India. Obtuvo su licenciatura como médico extranjero (FMGE) el 31 de agosto de 2020 en Trichy
Sai Pallavi rechazó un contrato para promocionar una crema que prometía hacerla lucir una piel más joven revelando el valor del contrato por 200 mil rupias indias (USD 280,000) debido a que no creía en lo que la crema prometía.

## Carrera

### Carrera de baile
Sai Pallavi dijo en una entrevista que aunque no sea una bailarina entrenada, siempre quiso ser como su madre al bailar. Participó en varios eventos culturales escolares, lo que le dio la fama de bailarina. Debido a su inclinación para el baile y el apoyo de su madre,  participó en el reality show Ungalil Yaar Adutha Prabhu Deva transmitido por televisión en Vijay en 2008, y quedó finalista en la última temporada del reality (D4) en ETV Telugu en 2009.

### Carrera como actriz
Sai Pallavi actuó como actriz en  distintas funciones anónimas cuando era niña, tales como Kasthooriman (2003) y Dhaam Dhoom (2008).
En 2014, mientras  estudiaba en Tbilisi, Georgia, el director de películas Alphonse Putharen le ofreció el papel de Malar en su película Premam. Grabó la película en vacaciones y, después de terminar con el rodaje, regresó a sus estudios. Eso bastó para ganar varios reconocimientos como "Mejor Actriz Debutante" que se otorgó en ese año, incluyendo el Premio Filmfare para Mejor Actriz Debutante.
Más tarde en 2015, tomó un descanso de sus estudios para participar en la película, Kali, que se publicó en marzo del 2016. Ella protagonizó a Anjali, una mujer joven quien debía tratar con los ataques de rabia de su marido. Con esta actuación ganó el reconocimiento Filmfare como mejor Actriz - Malayalam.
2017 estuvo marcado por su presentación como Telugu con Sekhar Kammula  Fidaa, en la función de Bhanumathi, en el papel de una chica fiestera del pueblo de Telangana.
SU siguiente proyecto con director Un. L. Vijay Era Diya, fue una película bilingüe Tamil-Telugu . Más tarde,  protagonizó en Tamil la película Maari 2, una secuela a Maari, opuesto Dhanush, dirigido por Balaji Mohan. Una canción de la película Rowdy Criatura, es la más vista en YouTube/Youtube al sur de India. La película también se presentó en Malayalam y al aire en Asianet.
Pallavi se disparó en febrero de 2018 con la película Padi Padi Leche Manasu con Sharwanand que vendió tickets muy por debajo de lo presupuestado en taquilla. En diciembre, varios prestigiosos noticieros informaron que Sai Pallavi se negó a aceptar su remuneración completa por la película, expresando solidaridad con los productores para el fracaso de la película.
En 2019, Pallavi representó a una chica autista en el thriller psicológico Athiran opuesto a Fahadh Faasil.
En 2020, Pallavi fue reconocida por la revista Forbes en el top 30 de las mujeres Indias y  la única persona de la industria del cine en aquella lista.

## Filmografía
| Films that have not yet been released | Denota films que todavía no se han publicado |

| Año  | Título                 | Función(es)         | Lengua(s) | Notas              | Ref.   |
| ---- | ---------------------- | ------------------- | --------- | ------------------ | ------ |
| 2005 | Kasthuri Maan          | Chica universitaria | Tamil     | Uncredited Función | [ 33 ] |
| 2008 | Dhaam Dhoom            | Shenba pariente     | Tamil     | Uncredited Función |        |
| 2015 | Premam                 | Malar               | Malayalam |                    | [ 34 ] |
| 2016 | Kali                   | Anjali              | Malayalam |                    | [ 35 ] |
| 2017 | Fidaa                  | Bhanumathi          | Telugu    |                    | [ 36 ] |
| 2017 | Clase media Abbayi     | Pallavi "Chinni"    | Telugu    |                    | [ 37 ] |
| 2018 | Diya                   | Thulasi             | Tamil     | Película bilingüe  | [ 38 ] |
| 2018 | Kanam                  | Thulasi             | Telugu    | Película bilingüe  | [ 38 ] |
| 2018 | Padi Padi Leche Manasu | Vaishali Cherukuri  | Telugu    |                    | [ 39 ] |
| 2018 | Maari 2                | Araathu Aanandi     | Tamil     |                    | [ 40 ] |
| 2019 | Athiran                | Nithya              | Malayalam |                    | [ 41 ] |
| 2019 | NGK                    | Geetha Kumari       | Tamil     |                    | [ 42 ] |
| 2020 | Historia de amor       |                     | Telugu    | Filmación          | [ 43 ] |
| 2020 | Viraata Parvam         |                     | Telugu    | Filmación          | [ 44 ] |

## Premios y nombramientos
- Premios 11
- Nominaciones 14

*Nota
1. Algunos premios no solo otorgan a un solo ganador. Ellos reconocieron que a veces hay varios finalistas y se les otorga el segundo y tercer lugar aunque eran finalistas del primer lugar. Desde que se hizo ese reconocimiento y la diferencia entre los que reciben premios menores las menciones son consideradas como premios de primer nivel, así se simplificaron los errores y los premios con las listas de quienes presumen haber tenido mejor nominación.

| Año  | Premio                                                 | Categoría                                     | Película | Resultado | Ref.   |
| ---- | ------------------------------------------------------ | --------------------------------------------- | -------- | --------- | ------ |
| 2015 | Asiavision Premios                                     | Nuevo Sensation en Suplente @– Hembra         | Premam   |           | [ 45 ] |
| 2016 | Asianet Premios de película                            | Premio de Jurado especial                     | Premam   |           | [ 46 ] |
| 2016 | 63.º Filmfare Premios Al sur                           | Debut Hembra mejor @– Malayalam               | Premam   |           | [ 47 ] |
| 2016 | 5.º Premios de Película Internacionales indios Del sur | Debut Hembra mejor @– Malayalam               | Premam   |           | [ 48 ] |
| 2016 | Vanitha Premios de película                            | Recién llegado mejor @– Actriz                | Premam   |           | [ 49 ] |
| 2016 | IBNLive Premios de película                            | Debut Del sur mejor                           | Premam   |           | [ 50 ] |
| 2017 | Asianet Premios de película                            | La mayoría de Actriz Popular                  | Kali     |           | [ 51 ] |
| 2017 | 64.º Filmfare Premios Al sur                           | Actriz mejor - Malayalam                      | Kali     |           | [ 52 ] |
| 2017 | 6.º Premios de Película Internacionales indios Del sur | Actriz mejor - Malayalam                      | Kali     |           | [ 53 ] |
| 2017 | Behindwoods Medalla de oro                             | Actriz mejor - Malayalam                      | Kali     |           | [ 54 ] |
| 2017 | CPC Cine Premios                                       | Actriz mejor                                  | Kali     |           | [ 55 ] |
| 2018 | 65.º Filmfare Premios Al sur                           | Actriz mejor - Telugu                         | Fidaa    |           | [ 56 ] |
| 2018 | 7.º Premios de Película Internacionales indios Del sur | Actriz mejor - Telugu                         | Fidaa    |           | [ 57 ] |
| 2019 | Behindwoods Medalla de oro                             | Críticos de Actor mejor' Elección - Malayalam | Athiran  |           | [ 58 ] |
| 2019 | 66.º Filmfare Premios Al sur                           | Actriz mejor - Tamil                          | Maari 2  |           | [ 59 ] |